# Badische XIV (alt)
| XIV IVa (ab 1868)      | XIV IVa (ab 1868)            | XIV IVa (ab 1868)            |
| ---------------------- | ---------------------------- | ---------------------------- |
|                        |                              |                              |
|                        | Ursprungsausf.               | nach Umbau                   |
| Nummerierung           | 15 … 246                     | 15 … 246                     |
| Anzahl                 | 46                           | 46                           |
| Hersteller             | MBG Karlsruhe, Grafenstaden  | MBG Karlsruhe, Grafenstaden  |
| Baujahre               | 1866 -                       | 1880–1886                    |
| Ausmusterung           | bis 1900                     | bis 1900                     |
| Achsformel             | B n2                         | B1 n2t                       |
| Spurweite              | 1.435 mm (Normalspur)        | 1.435 mm (Normalspur)        |
| Länge über Puffer      | 13.335 mm                    | 9.450 mm                     |
| Höhe                   | 4.300 mm                     | 4.150 mm                     |
| Gesamtradstand         | 2.600 mm                     | 4.300 mm                     |
| Leermasse              | 23,80 t                      | 32,6 t                       |
| Dienstmasse            | 27,00 t                      | 41,2 t                       |
| Reibungsmasse          | 27,00 t                      |                              |
| Radsatzfahrmasse       | 13,50 t                      |                              |
| Höchstgeschwindigkeit  | 63 km/h                      | 63 km/h                      |
| Kuppelraddurchmesser   | 1.680 mm                     | 1.680 mm                     |
| Laufraddurchmesser     |                              | 1.070 mm                     |
| Steuerungsart          | Stephenson                   | Stephenson                   |
| Zylinderanzahl         | 2                            | 2                            |
| Zylinderdurchmesser    | 435 mm                       | 435 mm                       |
| Kolbenhub              | 610 mm                       | 610 mm                       |
| Kessel                 | Crampton, Belpaire (ab 1870) | Crampton, Belpaire (ab 1870) |
| Kesselüberdruck        | 8 bar                        | 9 bar                        |
| Anzahl der Heizrohre   | 171                          | 171                          |
| Heizrohrlänge          | 3.595 mm                     | 3.623 mm                     |
| Rostfläche             | 1,16 m²                      |                              |
| Strahlungsheizfläche   | 6,19 m²                      | 5,34 m²                      |
| Rohrheizfläche         | 81,11 m²                     | 81,75 m²                     |
| Verdampfungsheizfläche | 87,30 m²                     | 87,09 m²                     |
| Wasser                 |                              | 3,8 m³                       |
| Brennstoff             |                              | 1,5 t                        |
| Lokbremse              | Schraubenbremse              | Schraubenbremse              |

Die Fahrzeuge der Gattung XIV, ab 1868 Gattung IV a, der Großherzoglich Badischen Staatseisenbahn (BadStB) waren Personenzug-Lokomotiven.

## Geschichte
Dem Beispiel der Schweizerischen Nordostbahn (NOB) folgend, beschaffte die BadStB ab 1866 Lokomotiven dieser XIV. Eine Maschine wurde von Grafenstaden auf der Weltausstellung Paris 1867 präsentiert.
Die Maschinen waren für Eilzüge vorgesehen, wurden später aber auch für langsameren Personenzüge und geringwertigeren Verkehrsleistungen vorgesehen. Die einfachen und kostengünstigen Lokomotiven verfügten aufgrund ihrer hohen Reibungsmasse von 27 t über eine relativ hohe Zugkraft und wurden deshalb für verschiedene Zwecke eingesetzt. Trotz großer Raddurchmesser war die Lok auch für Güterzüge geeignet. Auf einer Steigung von 1,5 Promille wurde mit einem 1110 t schweren Zug eine Geschwindigkeit von 45 km/h erreicht.
Die ersten Lokomotiven wurden für Güterzugleistungen auf der Strecke von Heidelberg nach Bruchsal und für Personenzüge und gemischte Züge auf der Odenwaldbahn eingesetzt. Die Lokomotiven der späteren Lieferungen wurden dann auch von Karlsruhe und in Südbaden eingesetzt.
Ab 1880 bis 1886 wurden alle Fahrzeuge in Tenderlokomotiven umgebaut. Bei diesem Umbau wurden die Lokomotiven mit einem neuen Belpaire-Stehkessel ausgerüstet. Die letzten Lokomotiven wurden um 1900 ausrangiert.

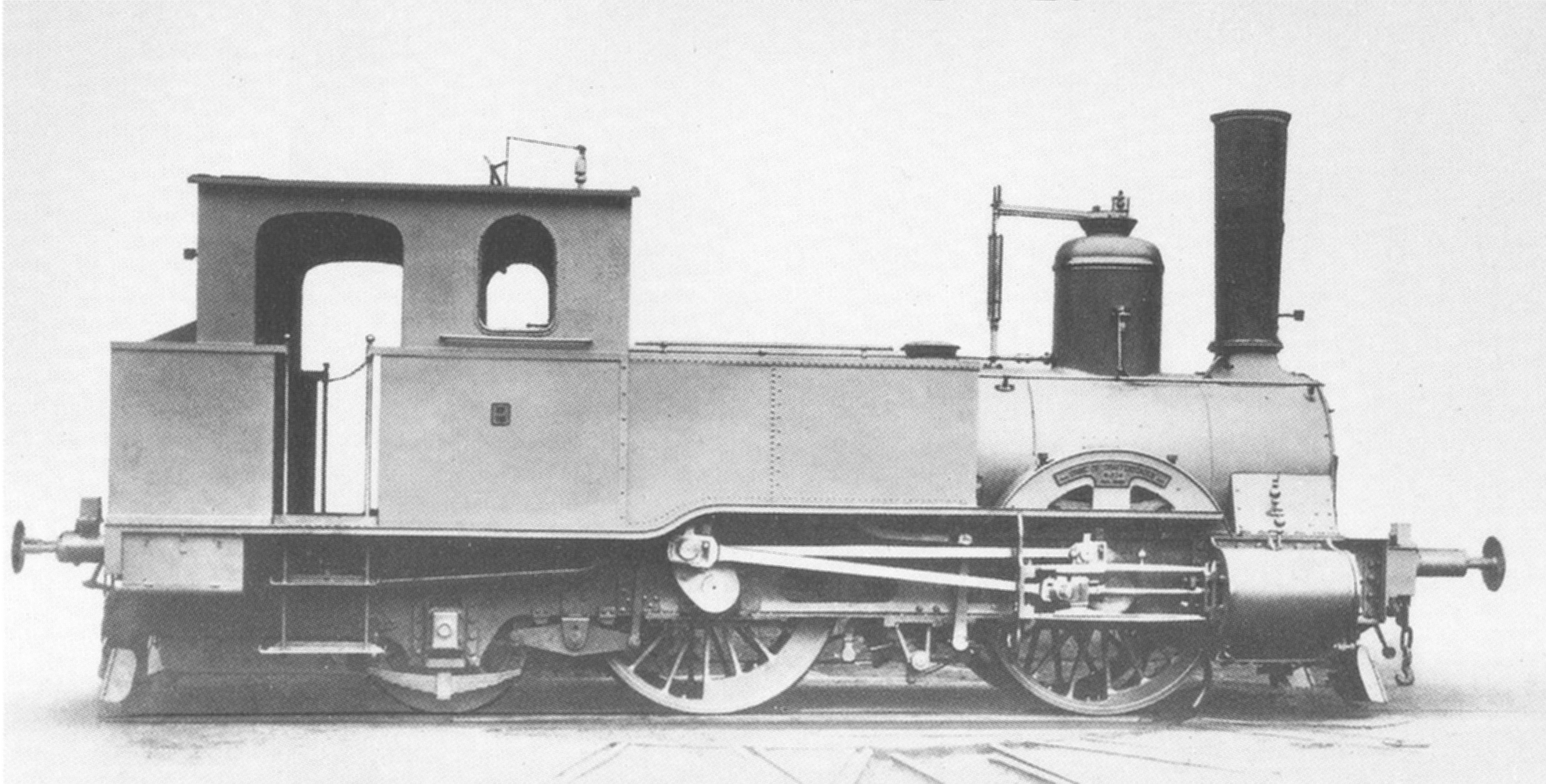
Nr. 191 als Tenderlok

Die Lokomotiven wurden in drei Serien geliefert. Eine erste Serie wurde in den Jahren 1866 bis 1867 von Grafenstaden geliefert. Sie hatte einen Crampton-Kessel mit einem Dampfdom auf dem vorderen Kesselschuss. Der Rahmen bestand aus gewalzten Doppel-T-Eisen mit einem mittleren Kesselträger und Gabelblechen. Das außenliegende Triebwerk hatte eine Stephenson-Steuerung. Der Antrieb erfolgte auf die hintere Kuppelachse. Das offene Führerhaus war ohne Rückwand. Die folgende Lieferung von der Maschinenbau-Gesellschaft Karlsruhe in den Jahren 1867 und 1868 war gleicherweise konstruiert.
Die dritte 1870 gelieferte Serie verfügte über Belpaire-Kessel sowie über einen Vollblechrahmen.

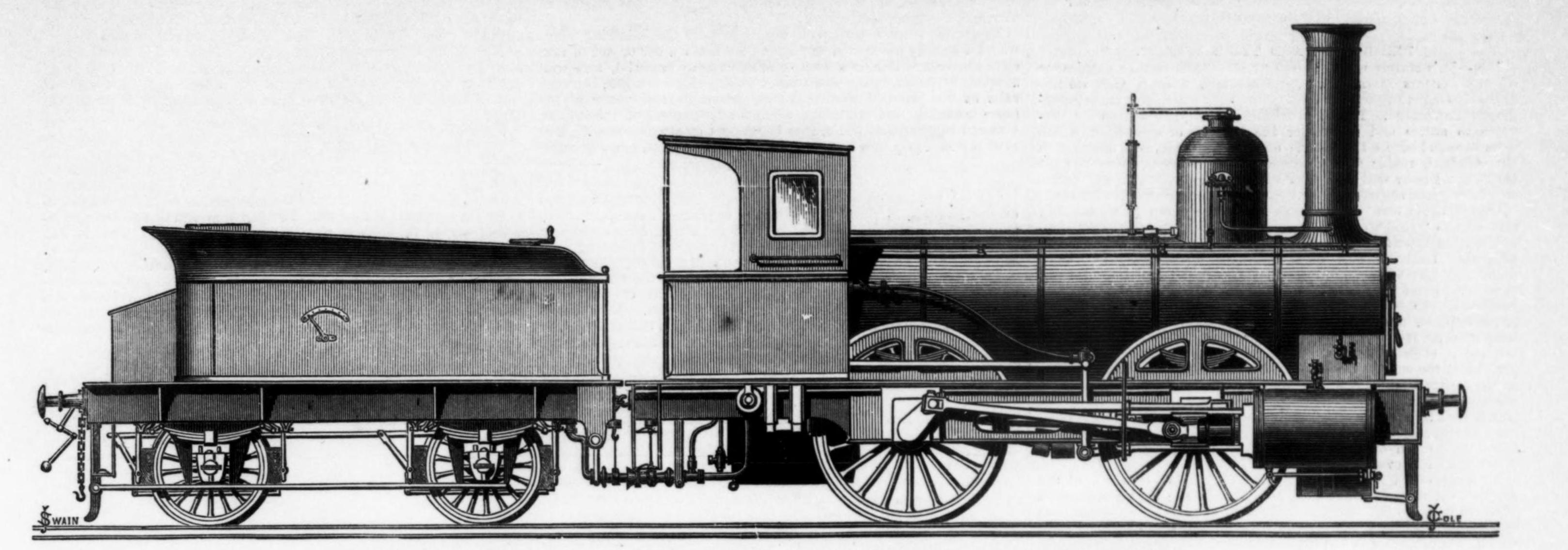
Lokomotive mit Schlepptender 2 T 5,67

Alle Lokomotiven waren mit Schlepptendern der Bauarten 2 T 5,67 gekuppelt.